# Frédéric Chopinuniversiteit voor Muziek
De Frédéric Chopinuniversiteit voor Muziek (Pools: Uniwersytet Muzyczny Fryderyka Chopina, UMFC) is een hogeronderwijsinstelling voor muziek in Warschau.

## Geschiedenis
De onderwijsinstelling werd opgericht in 1810, het geboortejaar van de latere naamgever Frédéric Chopin, maar ook het jaar van de stichting van de theaterschool door Wojciech Bogusławski (1757-1829), die toen nog bij het Nationaal Theater behoorde. Deze school was enkel bedoeld als opleiding van zangers en zangeressen, actrices en acteurs voor het theater. Onder leiding van Józef Elsner werd deze school in 1821 als Instytut Muzyki i Deklamacji (Instituut voor Muziek en Declamatie) een afdeling van de Universiteit van Warschau, waarmee de instelling een bredere opzet kreeg. In 1826 werd de school gesplitst in een Hoofdschool voor Muziek (Szkoła Główna Muzyki) en een School voor Drama en Zang (Szkoła Dramatyczna i Śpiewu). Tussen 1826 en 1829 studeerde Chopin aan Elsners Hoofdschool voor Muziek. In 1831 werden beide instellingen echter in de nasleep van de Novemberopstand samen met de rest van de universiteit ontbonden.
In 1861 volgde de heroprichting als Muziekinstituut van Warschau (Warszawski Instytut Muzyczny). In 1919, toen Polen onafhankelijk was geworden, werd het als Conservartorium van Warschau (Konserwatorium Warszawskie) een staatsinstelling.
Na de Tweede Wereldoorlog, waarin het hoofdgebouw was verwoest, gebruikte de instelling gebouwen in de Aleja Ujazdowskie (Ujazdówlaan). Het conservatorium ging Staatshogeschool voor Muziek (Państwowa Wyższa Szkoła Muzyczna) heten. In 1966 werd het nieuwe gebouw aan de ul. Okólnik in Warschau in gebruik genomen. Dit gebouw herbergt tevens een concertzaal met 486 zitplaatsen. In 1979 werd de instelling naar Chopin genoemd en werd de hogeschool muziekacademie (Akademia Muzyczna im. Fryderyka Chopina). De recentste naamswijziging vond in 2008 plaats, toen de muziekacademie universiteit ging heten.

## Faculteiten
De academie heeft zes faculteiten:
- Compositie, directie en muziektheorie
- Piano, klavecimbel en orgel
- Instrumentale studies
- Vocale studies en acteren
- Muziekpedagogiek
- Geluidstechniek

## Eredoctoren van de academie
- Igor Bełza
- Nadia Boulanger
- Plácido Domingo
- Jan Ekier
- Joachim Grubich
- Andrzej Jasiński
- Witold Lutosławski

- Andrzej Panufnik
- Krzysztof Penderecki
- Jean-Pierre Rampal
- Mstislav Rostropovitsj
- Artur Rubinstein
- Witold Rudziński
- Jerzy Semkow

- Kazimierz Sikorski
- Stefan Śledziński
- Regina Smendzianka
- Stefan Sutkowski
- Tadeusz Wroński

## Bekende professoren
- Tadeusz Baird
- Walerian Bierdiajew
- Wiktor Brégy
- Henryk Czyż
- Zbignierw Drzewiecki
- Irena Dubiska
- Hieronim Feicht
- Antoni Karużas
- Ludwik Kurkiewicz

- Wincenty Laski
- Aleksander Michałowski
- Stanisław Moniuszko
- Arnold Rezler
- Witold Rudziński
- Ada Sari
- Mieczysław Szaleski
- Antoni Szaliński
- Tadeusz Szeligowski

- Karol Szymanowski
- Margerita Trombini-Kazuro
- Józef Turczyński
- Maria Wiłkomirska
- Kazimierz Wiłkomirski
- Stanisław Wisłocki
- Tadeusz Wroński
- Władysław Żeleński

## Bekende studenten
- Grażyna Bacewicz
- Józef Chwedczuk
- Mikalojus Konstantinas Čiurlionis
- Kazimierz Czekotowski
- Grzegorz Fitelberg
- Benedykt Górecki
- Józef Jarzębski
- Mieczysław Karłowicz
- Jacek Kaspszyk
- Stefan Kisielewski
- Paweł Klecki
- Michał Kondracki
- Hanna Kulenty

- Wanda Landowska
- Jerzy Lefeld
- Witold Lutosławski
- Jan Maklakiewicz
- Artur Malawski
- Zygmunt Noskowski
- Ignacy Jan Paderewski
- Andrzej Panufnik
- Piotr Perkowski
- Feliks Rączkowski
- Ludomir Różycki
- Bronisław Rutkowski

- Bronisław Szabelski
- Antoni Szałowski
- Stanisław Szpinalski
- Stefan Śledziński
- Alexandre Tansman
- Olav Anton Thommessen
- Zbigniew Turski
- Eugenia Umińska
- Janusz Urbański
- Roberto Valera
- Mieczysław Weinberg
- Kazimierz Wiłkomirski
- Bohdan Wodiczko

- Catàleg d'autoritats de noms i títols de Catalunya: 981058609428406706
- Gemeinsame Normdatei: 1024751376
- International Standard Name Identifier: 0000 0001 1327 7509
- Library of Congress Control Number: n93048205
- MusicBrainz: e8577e90-2eae-4fda-96c7-64a8ed32104b
- Nationale Bibliotheek van Tsjechië: ko2003207785
- Nationale Bibliotheek van Israël: 987007305264905171
- Système universitaire de documentation: 050166808
- Virtual International Authority File: 146986379